# Оборона Торреона (1913)
Оборона Торреона — длившееся с 21 по 30 июля 1913 года сражение между частями федеральной армии под командованием генерала Эутикио Мунгия и войсками конституционалистов 
Венустиано Каррансы, произошедшее во время Мексиканской революции.
Торреон был крупнейшим железнодорожным узлом на севере Мексики и столицей хлопководства страны. Этот город был главной базой снабжения всех правительственных сил, оперировавших на севере. Его захват сразу давал конституционалистам стратегическое преимущество в войне. В случае падения Торреона части Ороско на севере, так же как и все федеральные гарнизоны Чиуауа, Коауилы и Дуранго, оказывались без снабжения, и их поражение становилось делом времени. Диктатор Мексики Уэрта тоже прекрасно понимал стратегическое значение Торреона, и город был довольно хорошо укреплен.
В окрестностях Торреона, гарнизон которого, бывший под командованием генерала Эутикио Мунгия, насчитывал в конце июля 1913 года примерно 4000 человек, действовали отряды конституционалистов общей численностью в 6500 бойцов. У них фактически не было единого командования, и лидер конституционалистов Венустиано Карранса, прибыв под Торреон, взял его на себя. Он ошибочно полагал, что гарнизон немногочислен и давно деморализован.
21 июля повстанцы, подошедшие к Торреону с юго-запада, силами отрядов Томаса Урбины, Ореста Перейры и Панфило Натеры начали серию атак на город. С самого начала они столкнулись с сильным сопротивлением федеральных войск, поддержанных отрядами ороскистов под командованием Бенхамина Аргумедо. В первые дни боёв конституционалистам удалось овладеть некоторыми ближайшими возвышенностями, господствующими над городом, и каньоном Уараче, но дальше они продвинуться не смогли, отбитые федералами при поддержке артиллерии. В течение нескольких дней с обеих сторон продолжались перестрелки без сдачи позиций. Прибытие непосредственно под Торреон Каррансы со своим штабом оживило атаки на город.
27 июля, рано утром, конституционалисты, выйдя из каньона Уараче, незаметно продвинулись вперед, но были отбиты федералами, понеся большие потери. 28 июля федералы весь день обстреливали из горных орудий пригород Сан-Хоакин и Уараче, занятые каррансистами. Ночью повстанцы попытались атаковать позиции противника на Серро-де-ла-Крус, но были отбиты огнем федеральных пулеметов.
Утром 29 июля конституционалисты с юга продвинулись большими силами к району фабрики Ла-Металургика, но были разбиты ороскистами Бенхамина Аргумедо. Во второй половине дня сильная колонна каррансистов овладела холмами к югу от каньона Уараче и на рассвете 30-го, возобновив атаку, захватили фабрику Ла-Констанция. Также, несмотря на серьезные потери, конституционалисты, получив подкрепление, через каньон Лас-Фабрикас проникли в районы фабрик Ла-Уньон и Ла-Фе.
Несмотря на локальный успех, к середине дня у конституционалистов стали заканчиваться боеприпасы, и они с трудом отбивали контратаки федералов, поэтому Карранса отдал приказ на отступление. После чего его войска отошли по железной дороге в Дуранго. Сам Карранса покинул окрестности Торреона и продолжил путь на запад, в Сонору, куда он решил перенести свою штаб-квартиру и куда прибыл 18 сентября.